# MTV Video Music Awards de 1990
O MTV Video Music Awards de 1990 foi ao ar em 6 de setembro de 1990, premiando os melhores videoclipes lançados entre 2 de junho de 1989 e 1 de junho de 1990. A cerimônia, ocorrida no Anfiteatro da Universal, em Los Angeles, nos Estados Unidos, foi apresentada pelo comediante estadunidense Arsenio Hall, que serviu de anfintrião pela terceira vez consecutiva.
Este ano viu a eliminação de mais uma das categorias originais da premiação, a categoria de Melhor Performance de Palco em um Vídeo.
Quanto às indicações, Madonna foi a artista mais indicada da noite, com o vídeo da canção "Vogue" recebendo nove indicações, tornando-se também o vídeo mais indicado de 1990. Logo atrás de Madonna veio a banda Aerosmith, cujo vídeo para a canção "Janie's Got a Gun" ganhou oito indicações e levou para casa dois prêmios, incluindo o prêmio de Escolha do Público.
Pelo segundo ano consecutivo, Madonna foi uma das grandes vencedoras da noite, levando para casa três prêmios técnicos, bem como Sinéad O'Connor, que também ganhou três prêmios, incluindo o de Vídeo do Ano. Enquanto isso, a maioria dos outros vencedores levou para casa dois prêmios, incluindo Aerosmith, Don Henley, The B-52s, Tears for Fears e MC Hammer. Janet Jackson recebeu o Prêmio Video Vanguard Award por sua contribuição e influência na música e na cultura popular. Ela também fez uma performance controversa de "Black Cat", considerada "sua primeira declaração pública chocante".

## Performances
| Artista         | Canção | Apresentado por |
| --------------- | --- | --------------- |
| Janet Jackson   | "Black Cat" | —               |
| Mötley Crüe     | "Don't Go Away Mad (Just Go Away)" | Arsenio Hall    |
| MC Hammer       | "Let's Get It Started" "U Can't Touch This" | Arsenio Hall    |
| INXS            | "Suicide Blonde" | Arsenio Hall    |
| Sinéad O'Connor | "Nothing Compares 2 U" | Arsenio Hall    |
| New Edition     | Medley: "Poison" (Bell Biv DeVoe) "Tap Into My Heart" (Bobby Brown) "Rub You the Right Way" (Johnny Gill) "Sensitivity" (Ralph Tresvant) "If It Isn't Love" "Mr. Telephone Man" "Can You Stand the Rain" | Arsenio Hall    |
| Faith No More   | "Epic" | Arsenio Hall    |
| Phil Collins    | "Sussudio" | Arsenio Hall    |
| 2 Live Crew     | "Banned in the U.S.A." | Arsenio Hall    |
| World Party     | "Put the Message in the Box" | Arsenio Hall    |
| Aerosmith       | "Love in an Elevator" | Arsenio Hall    |
| Madonna         | "Vogue" | Arsenio Hall    |

## Vencedores e indicados
| Vídeo do Ano (apresentado por Cher) | Artista Revelação em Um Vídeo (apresentado por Living Colour) |
| --- | --- |
| - Sinéad O'Connor – "Nothing Compares 2 U" - Aerosmith – "Janie's Got a Gun" - Don Henley – "The End of the Innocence" - Madonna – "Vogue" | - Michael Penn – "No Myth" - Bell Biv DeVoe – "Poison" - The Black Crowes – "Jealous Again" - Jane Child – "Don't Wanna Fall in Love" - Lenny Kravitz – "Let Love Rule" - Alannah Myles – "Black Velvet" - Lisa Stansfield – "All Around the World"                                                      |
| Melhor Vídeo Masculino (apresentado por Cher) | Melhor Vídeo Feminino (apresentado por Cher) |
| - Don Henley – "The End of the Innocence" - Billy Idol – "Cradle of Love" - MC Hammer – "U Can't Touch This" - Michael Penn – "No Myth" | - Sinéad O'Connor – "Nothing Compares 2 U" - Paula Abdul – "Opposites Attract" - Madonna – "Vogue" - Alannah Myles – "Black Velvet" - Michelle Shocked – "On the Greener Side" |
| Melhor Vídeo de Um Grupo (apresentado por Billy Idol) | Melhor Vídeo de Metal/Hard Rock (apresentado por Christina Applegate e David Faustino) |
| - The B-52s – "Love Shack" - Aerosmith – "Janie's Got a Gun" - Midnight Oil – "Blue Sky Mine" - Red Hot Chili Peppers – "Higher Ground" - Tears for Fears – "Sowing the Seeds of Love" | - Aerosmith – "Janie's Got a Gun" - Faith No More – "Epic" - Mötley Crüe – "Kickstart My Heart" - Slaughter – "Up All Night" |
| Melhor Vídeo de Rap (apresentado por Flavor Flav e Queen Latifah) | Melhor Vídeo de Dance (apresentado por Kim Basinger) |
| - MC Hammer – "U Can't Touch This" - Digital Underground – "The Humpty Dance" - Biz Markie – "Just a Friend" - Young MC – "Principal's Office" | - MC Hammer – "U Can't Touch This" - Paula Abdul – "Opposites Attract" - Janet Jackson – "Rhythm Nation" - Madonna – "Vogue" |
| Melhor Vídeo Pós-Moderno (apresentado por Sherilyn Fenn e Michael Ontkean) | Melhor Vídeo de Um Filme (apresentado por Robert Downey, Jr.) |
| - Sinéad O'Connor – "Nothing Compares 2 U" - Depeche Mode – "Personal Jesus" - Red Hot Chili Peppers – "Higher Ground" - Tears for Fears – "Sowing the Seeds of Love" | - Billy Idol – "Cradle of Love" (de The Adventures of Ford Fairlane) - Edie Brickell & New Bohemians – "A Hard Rain's a-Gonna Fall" (de Born on the Fourth of July) - Prince – "Batdance" (de Batman) - ZZ Top – "Doubleback" (de Back to the Future Part III)                                           |
| Vídeo Inovador (apresentado por Sherilyn Fenn e Michael Ontkean) | Melhor Direção (apresentado por Oliver Stone) |
| - Tears for Fears – "Sowing the Seeds of Love" - Paula Abdul – "Opposites Attract" - Sinéad O'Connor – "Nothing Compares 2 U" - Red Hot Chili Peppers – "Higher Ground" | - Madonna – "Vogue" (Diretor: David Fincher) - Paula Abdul – "Opposites Attract" (Diretores: Michael Patterson e Candace Reckinger) - Aerosmith – "Janie's Got a Gun" (Diretor: David Fincher) - Don Henley – "he End of the Innocence" (Diretor: David Fincher)                                         |
| Melhor Coreografia (apresentado por Rachel Ward e Isiah Thomas) | Melhor Efeitos Especiais |
| - Janet Jackson – "Rhythm Nation" (Coreógrafos: Janet Jackson e Anthony Thomas) - Paula Abdul – "Opposites Attract" (Coreógrafo: Paula Abdul) - Madonna – "Vogue" (Coreógrafos: Luis Camacho e Jose Gutierrez) - MC Hammer – "U Can't Touch This" (Coreógrafos: MC Hammer e Ho Frat Hooo!)             | - Tears for Fears – "Sowing the Seeds of Love" (Efeitos Especiais: Jim Blashfield) - Paula Abdul – "Opposites Attract" (Efeitos Especiais: Michael Patterson) - Billy Idol – "Cradle of Love" (Efeitos Especiais: Peter Moyer) - Billy Joel – "We Didn't Start the Fire" (Efeitos Especiais: Chris Blum) |
| Melhor Direção de Arte | Melhor Edição |
| - The B-52s – "Love Shack" (Diretor de Arte: Martin Lasowitz) - Aerosmith – "Janie's Got a Gun" (Diretor de Arte: Alex McDowell) - Billy Joel – "We Didn't Start the Fire" (Diretor de Arte: Sterling Storm) - Madonna – "Vogue" (Diretor de Arte: Lauryn LeClere)                                     | - Madonna – "Vogue" (Editor: Jim Haygood) - Aerosmith – "Janie's Got a Gun" (Editor: Jim Haygood) - Don Henley – "The End of the Innocence" (Editor: Jim Haygood) - MC Hammer – "U Can't Touch This" (Editor: Jonathan Siegel)                                                                           |
| Melhor Cinematografia | Escolha do Público (apresentado por Susan Dey e David Cassidy) |
| - Madonna – "Vogue" (Diretor de Fotografia: Pascal Lebègue) - Aerosmith – "Janie's Got a Gun" (Diretor de Fotografia: Dariusz Wolski) - Don Henley – "The End of the Innocence" (Diretor de Fotografia: David Bridges) - Billy Joel – "We Didn't Start the Fire" (Diretor de Fotografia: Sven Kirsten) | - Aerosmith – "Janie's Got a Gun" - Don Henley – "The End of the Innocence" - Madonna – "Vogue" - Sinéad O'Connor – "Nothing Compares 2 U" |
| Escolha do Público (América Latina) (apresentado por Daisy Fuentes) | Escolha da Audiência International (Austrália) (apresentado por Richard Wilkins) |
| - Gloria Estefan – "Oye Mi Canto" - Franco de Vita – "Louis" - Los Prisioneros – "Tren al Sur" - Soda Stereo – "En la Ciudad de la Furia" | - Midnight Oil – "Blue Sky Mine" - Boom Crash Opera – "Onion Skin" - Max Q – "Sometimes" - Kylie Minogue – "Better the Devil You Know" |
| Escolha da Audiência International (Brasil) (apresentado por Astrid Fontenelle) | Escolha do Público (Europa) (apresentado por Maiken Wexø) |
| - Titãs – "Flores" - Djavan – "Oceano" - Engenheiros do Hawaii – "Alívio Imediato" - Os Paralamas do Sucesso – "Perplexo" - Caetano Veloso – "Estrangeiro" | - The Creeps – "Ooh I Like It" - Laid Back – "Bakerman" - Gary Moore – "Still Got the Blues (For You)" - Sinéad O'Connor – "Nothing Compares 2 U" |
| Escolha da Audiência International (Japão) (apresentado por Dionne Mitsuoka) | Prêmio Michael Jackson Video Vanguard (apresentado por Magic Johnson) |
| - Kome Kome Club – "Funk Fujiyama" - Yasuyuki Okamura – "Vegetable" - Jun Togawa – "Virgin Blues" - Mami Yamase – "Go!" | Janet Jackson |